# 古果属
古果属（学名：Archaefructus）是一种已灭绝的水生草本植物， 生活于白垩纪早期，是目前已知最原始的被子植物之一，其化石最早发现于中国辽西义县组地层。这一发现确认了被子植物的一个新类群，并建立了新科——古果科（Archaefructaceae）。同时，该发现对于研究全球被子植物的起源与演化有着重要意义。

## 种
- 始花古果（Archaefructus eoflora）
- 辽宁古果（Archaefructus liaoningensis）
- 中华古果（Archaefructus sinensis）